# La Chapelle-en-Valgaudémar
La Chapelle-en-Valgaudémar è un comune francese di 125 abitanti situato nel dipartimento delle Alte Alpi della regione della Provenza-Alpi-Costa Azzurra.
Si trova all'interno del parco nazionale des Écrins.

## Società

### Evoluzione demografica
Abitanti censiti